# Rai Gulp
Rai Gulp é o segundo canal de televisão estatal italiano. É um canal generalista, voltado para o público juvenil, transmitindo talk shows, reality shows, informação, entretenimento e séries.

## Programas
- Digimon
- Pretty Cure
- Monster Allergy
- Winx Club
- Atchoo! (desenho animado)
- Sailor Moon Crystal
- Geronimo Stilton
- Martin Mystery
- Soy Luna
- Alex & Co.
- Penny on M.A.R.S.
- Thomas & Friends
- Club 57
- Heidi, bienvenida a casa

1. ↑  «Sintesi Mensile 1A» (PDF). Auditel. Consultado em 30 de junho de 2014